# 연애소설 (영화)
《연애소설》은 2002년에 개봉한 대한민국의 영화이다. 이한 감독의 데뷔작으로, 차태현, 이은주, 손예진이 출연했다.
이한 감독이 대학교 1학년 때 '수인'이라는 여성과 연애했던 것을 바탕으로 만들어졌다.

## 줄거리
영화는 2001년의 짧은 장면으로 시작하지만, 1996년 여름과 가을/겨울을 오가며 과거 회상과 시간 건너뛰기를 반복하는 비선형적인 구조를 가지고 있다. 
1996년 여름, 아마추어 사진작가 지환은 카페에서 만난 경희와 수인을 쫓아가며 수인에게 사랑을 고백한다. 당황한 수인과 달리 경희는 지환에게 호감을 느끼고, 세 사람은 함께 시간을 보내며 가까워진다. 세 사람은 영화 ‘일 포스티노’의 대사를 인용하며 사랑의 아픔을 공유한다. 경희는 잡지 테스트 결과 지환과 잘 맞는다는 결과에 몰래 기뻐하지만, 카페 주인이 지환과 수인의 관계를 축복하는 말에 상처를 받고 수인과 다투기도 한다. 이후 세 사람은 함께 여행을 떠나는데, 여행 중 수인은 지환의 귀에 있는 점을 만지고, 다음 날 아침 지환은 잠든 경희에게 입맞춤하려 한다. 수인은 과거 병원에서 만난 소년과의 추억을 이야기하고, 세 사람은 비를 맞고 수인이 아프게 된다. 경희는 수인이 아픈 것을 보고 우는 자신을 보고 지환이 당황하자 지환에게 화를 내며 키스한다. 서울로 돌아온 후 수인이 여전히 아프자 지환은 경희와 데이트를 하지만, 경희는 지환의 행동에 불편함을 느껴 화를 내고 자리를 떠난다. 파티에서 수인은 세 사람에 대한 사랑 노래를 부르고 먼저 떠나며 지환에게 자신의 얼굴을 기억해달라고 한다. 지환은 경희에게 수인에게 전해달라는 연애 편지를 쓰지만, 경희는 그것이 수인에게 보내는 편지라고 오해하고 몰래 찢어버린다. 얼마 후, 경희는 중환자실에 있는 수인을 방문한다. 수인은 경희에게 자신이 지환과 경희가 커플이 되어 자신을 찾아올 것이라고 기대했다고 말하며, 지환에게 전달해달라며 밀랍으로 봉인된 편지를 준다.
1996년 가을/겨울, 지환은 친구들을 몇 달 동안 만나지 못하고, 경희는 다친 손을 대수롭지 않게 여기며 그들에게 불편함을 느꼈다고 말하고 떠난다. 지환은 술에 취해 잠이 들고, 다음 날 아침 자신의 방에서 붕대를 감은 채 깨어난다. (회상 장면에서 경희가 잠든 지환의 손을 치료하고 키스하는 모습이 나온다)
2001년, 지환은 발신인 정보가 없는 흑백사진이 담긴 봉투를 받고 5년 동안 보지 못했던 경희와 수인을 찾기 시작한다. 옛 동창은 두 사람이 병 때문에 학교를 많이 빠졌고, 경희는 5년 전에 죽었으며, 수인은 그 후 서울을 떠났다고 말한다. 지환은 봉투가 발송된 마을을 찾아가지만, 우체부는 발신인에 대해 모른다고 말한다. (회상 장면에서 우체부가 여자의 집에서 몰래 봉투를 가져가는 모습이 나온다.) 아이들이 지환의 이름을 부르는 소리에 달려가지만, 그 이름은 강아지의 이름이었다. 여자가 집에서 나오자 지환은 경희가 아직 살아있지만 이전보다 생기가 없어진 모습으로 있는 것을 발견한다. 경희는 수인이 지환의 얼굴을 만졌던 것처럼 지환의 얼굴을 만진다. 경희는 지환과 함께 카페 주인의 결혼식에 참석하고, 두 사람은 행복한 커플처럼 보인다.
추가적인 회상 장면에서, 수인이 죽자 경희는 수인의 침대에 올라가 그녀를 안는다. 회상 속 회상 장면에서, 수인이 이야기했던 병원의 소년은 사실 어린 경희였으며, 수술 전 경희의 침대에 숨어 있었던 것이 밝혀진다. 두 소녀는 어린 시절 이름을 바꿔 불렀지만, 학교에서는 공식 이름을 사용했다. (선생님이 경희가 죽었다고 말했을 때, 지환과 영화 내내 수인이라고 불렀던 여자를 언급한 것이다.) 수인의 장례식 직후, 경희는 지환이 했던 것처럼 시간을 되돌리려고 시계 유리를 깨고 다친 것이 1996년 가을/겨울에 지환을 만났을 때 그녀의 손이 다쳤던 이유다.
결혼식 후, 지환은 또 다른 봉투를 받는다. 그 안에는 수인이 죽기 전에 쓴 편지와 경희에게 데이트하는 방법을 알려주는 조언이 담겨 있다. 또한 봉투에는 경희의 편지도 함께 들어있는데, 그녀는 지환이 수인에게 쓴 편지를 찢었다는 것을 고백한다. 그녀는 지환의 친절과 그가 사진에 대한 사랑을 그녀에게 전해준 것에 대해 감사한다. 또한 오래전 그의 어색한 키스를 받아준 것에 대해 감사하고 몸이 매우 약해져 장례식에 대한 자신의 뜻을 아버지에게 말해두었다고 말한다. 마지막으로 그녀는 지환에게 작별 인사를 하며, 이전에도 지금도 지환을 사랑한다고 말한다. 마지막 장면은 세 사람이 여행 중 찍은 행복한 사진으로 마무리된다.

## 캐스팅
- 차태현/곽정욱(아역) : 이지환 역
- 이은주/전하은(아역) : 김경희 역
- 손예진/이주연(아역) : 심수인 역
- 문근영 : 이지윤 역
- 사강 : 민영 역
- 김남진 : 도서대여점 학생 역
- 신승환 : 민식 역
- 유형관 : 민 기사 역
- 최정우 : 수인 부 역
- 김희령 : 수인 모 역
- 박재웅 : 영화관 직원 2 역
- 서윤아 : 지환 첫사랑 역
- 이금주 : 지환 모 역
- 손영순 : 놀이동산 할머니 역
- 문용철 : 우체국 소장 역
- 최성 : 택시 손님 역
- 김성수 : 택시 손님 역
- 전희주 : 택시 손님 역
- 한보배 : 경희 요양지 아이들 역
- 정인기 : 택시 기사들 역
- 김도형 : 택시 기사들 역
- 전수환 : 영화관 사내 역
- 김상헌 : 카페 피아니스트 역
- 안여진 : 졸업앨범 여교사 역
- 박용우 : 철현 역 (특별출연)
- 이문식 : 버스 안 조는 사내 역 (특별출연)